# Steve White
Steven Douglas White (Bermondsey, 31 maggio 1965) è un batterista britannico.

## Biografia
Fratello di Alan, batterista degli Oasis dal 1995 al 2003, è noto per le sue collaborazioni soprattutto con Paul Weller dei Jam, con i The Style Council e con gli Oasis nel 2001, in sostituzione del fratello Alan per il Tour of Brotherly Love.

## Discografia

### Con The Style Council
- 1984 – Café Bleu
- 1985 – Our Favourite Shop
- 1986 – Home and Abroad
- 1987 – Cost of Loving
- 1988 – Confessions of a Pop Group
- 1989 – Modernism: A New Decade

### Con Paul Weller
- 1993 – Wild Wood
- 1994 – Live Wood
- 1995 – Stanley Road
- 1997 – Heavy Soul
- 1998 – Modern Classics - The Greatest Hits
- 2000 – Heliocentric
- 2001 – Days of Speed
- 2002 – Illumination
- 2003 – Fly on the Wall: B Sides & Rarities
- 2004 – Studio 150
- 2005 – As is Now
- 2006 – Catch-Flame!

### Con i The Players
- 2003 – Clear the Decks
- 2005 – From the Six Corners

### Con i The Who
- Live8 (DVD)

### Con i Trio Valore Inc.
- 2008 – Return of the Iron Monkey